# Айрюмовське сільське поселення
Айрюмовське сільське поселення - муніципальне утворення в складі Гіагінський району Республика Адигея. Адміністративний центр-селище Новий.

## Населені пункти
До складу Айрюмовського сільського поселення входить:
- селище Новий
- хутір Красний Хлібороб
- село Нижній Айрюм
- село Образцове
- хутір Прогрес
- хутір Садовий

## Географія
Муніципальне утворення займає північну і центральну частину Гіагінського району. Площа території сільського поселення становить - 132,53 км². З них сільськогосподарські угіддя займають - 100,47 км² (75,81 %). Сільське поселення розташоване на похилій Закубанській рівнині, в перехідній від рівнинної в передгірську зону Республіки. Рельєф місцевості являє собою в основному передгірні хвилясті рівнини з горбистими і курганними височинами, із загальним ухилом з південного сходу на північний захід. Долини річок порізані глибокими балками і пониженнями. Середні висоти становлять близько 150 метрів над рівнем моря.

## Економіка
На території сільського поселення функціонують два загальноосвітніх і два дошкільних заклади, в селищі Новий і хуторі Прогрес.
Діють 4 фельдшерсько-акушерські пункти та 4 культурних установи, в селищі Новий, селі Нижній Айрюм і в хуторах Прогрес і Садовий.
Основну роль в економіці сільського поселення грає сільське господарство. Сільськогосподарське виробництво в даний час представлено сільськогосподарської артіллю «Веселка».

## Історія
Територія сільського поселення стала формуватися на початку 1920-х років, з утворенням Айрюмовської сільської ради.
У середині XX століття, у складі Айрюмовської сільради числилось 17 населених пунктів. З них Хутори Гаврилівський, Камчатка, Кошелів, рівний і Назаровський, нині скасовані і зняті з облікових записів. Хутори веселий, Ігнатьєвський та джерельця включені до складу селища Новий, Хутори Ковильківський та Староверовський включені до складу села Нижній Айрюм, а селище Баноківський включено до складу села Образцове. В результаті, до 1990-х років у складі Айрюмовского сільради залишалося всього 6 населених пунктів.
У 2004 році в ході муніципальних реформ, Айрюмовскій сільський округ був перетворений в муніципальне утворення зі статусом сільського поселення.